# Kim Cattrall
Kim Victoria Cattrall (Liverpool, 21 de agosto de 1956) é uma atriz anglo-canadense, seu trabalho mais notório foi como Samantha Jones, na série Sex and the City (1998–2004), pela qual recebeu cinco indicações ao Emmy Awards e quatro ao Globo de Ouro, vencendo um; Ela reprisou o papel nos filmes Sex and the City (2008), Sex and the City 2 (2010) e no final da 2ª temporada de And Just Like That... (2023).

## Biografia
Kim nasceu no distrito de Mossley Hill, em Liverpool, filha da secretária Gladys Shane (1929–2022) e do engenheiro de construção Dennis Cattrall (1925–2012). Quando ela tinha três meses, sua família se mudou para o Canadá e se estabeleceu em Courtenay, Colúmbia Britânica. Aos 11 anos, voltou a morar em Liverpool quando sua avó ficou doente. Aos 16 anos se mudou para Nova York para começar sua carreira na atuação. Kim se descreve como uma "nova-iorquina nascida em Liverpool e criada no Canadá".

## Carreira
Em Nova York, entrou para a Academia Americana de Artes Dramáticas, e após sua graduação, assinou um contrato de cinco anos com o diretor Otto Preminger. Ela estreou no cinema em 1975, no thriller Rosebud. Um ano depois, Preminger repassou o contrato que tinha com Catrall para a Universal Studios, que escalou Cattrall para vários papéis na televisão e no cinema, durante a década de 1970.[carece de fontes?] Em 1982, Cattrall interpretou a professora Honeywell na comédia Porky's. Em 1984, co-estrelou a comédia de sucesso Loucademia de Polícia. Em 1986, estrelou o filme de ação Big Trouble in Little China, ao lado de Kurt Russell, e no ano seguinte, atuou no filme Mannequin. Em 1991, fez um de seus papéis mais conhecidos no cinema, o da tenente Valeris em Star Trek VI: The Undiscovered Country; Cattrall ajudou no desenvolvimento do personagem desenhando seu próprio penteado e até ajudou a criar o nome.
Em 1997, Catrall conseguiu o papel de Samantha Jones na série da HBO, Sex and the City. Com o sucesso da série e de seu personagem, Cattrall ganhou o reconhecimento do público e dos críticos de televisão. Foi indicada a cinco prêmios Emmy, e quatro Globos de Ouro, vencendo um em 2002. Ela também ganhou dois prêmios Screen Actors Guild Awards de melhor elenco, compartilhados com suas colegas. Em 2005, ficou em oitavo lugar na lista das 50 estrelas mais sexy de todos os tempos, do TV Guide. Sex and the City durou seis temporadas e seu episódio final foi assistido por 10,6 milhões de espectadores, uma das maiores audiências da HBO. Cattrall reprisou o papel de Samantha Jones nos filmes Sex and the City (2008) e Sex and the City 2 (2010).
Enquanto estrelava a série, ela continuou fazendo papéis no cinema. Em 2002, participou do filme Crossroads, como mãe da personagem de Britney Spears. Em 2005, atuou no filme da Disney, Ice Princess, no qual interpretou uma treinadora de patinação no gelo. Em 12 de setembro de 2009, Cattrall recebeu uma estrela na Calçada da Fama do Canadá, em Toronto.
Em 2010, participou do filme de suspense O Escritor Fantasma, de Roman Polanski. No mesmo ano, foi nomeada bolsista honorária da Universidade John Moores de Liverpool em reconhecimento às suas contribuições as artes dramáticas. Em 2018, entrou para o elenco da série Tell Me a Story, como Colleen Powell.
Em 2020, Cattrall estrelou e produziu o drama da Fox Filthy Rich, onde interpretou Margaret Monreaux, a matriarca de uma família sulista que se tornou rica e famosa por criar uma rede de televisão cristã de sucesso. Em 2021, atuou na série How I Met Your Father, da Hulu, um spin off da série How I Met Your Mother.  Em 2022, ela estrelou o revival da série, Queer as Folk, noPeacock.  
Em 2023, estrelou a série Glamorous, da Netflix, no papel de uma ex top model que se torna dona de uma marca de cosméticos famosíssima mas precisa se reinventar para os novos tempos. Ela também se juntou a Robert De Niro no filme de comédia About My Father (2023), inspirado na vida do comediante de stand-up Sebastian Maniscalco. No mesmo ano, Catrall reprisou seu papel como Samantha em uma breve participação especial no final da 2ª temporada de And Just Like That....

## Vida Pessoal
Kim foi casada três vezes e não tem filhos. Seu primeiro casamento foi com o escritor Larry Davis em 1977, e foi anulado em 1979. Em 1981, Cattrall namorou brevemente o ex-primeiro-ministro canadense Pierre Trudeau. Seu segundo casamento, de 1982 a 1989, foi com Andre J. Lyson; o casal morou em Frankfurt por sete anos, onde Cattrall aprendeu a falar alemão fluentemente. Em 1995, namorou com o ator brasileiro Daniel Benzali. Seu terceiro casamento, de 1998 a 2004, foi com o baixista de jazz Mark Levinson; Em 2002, o casal co-escreveu o livro Satisfação: A Arte do Orgasmo Feminino. Desde 2006, ela  namora um funcionário da BBC, Russell Thomas.
Em 21 de dezembro de 1988, Cattrall pegaria o vôo 103 da Pan Am de Londres para Nova York, porém, ela perdeu o voo porque tomou a decisão de última hora de fazer compras na Harrods, para comprar um bule de chá para sua mãe. Ela trocou as passagens para um vôo que partiu 45 minutos depois do Pan Am 103. Quando aterrissou em Nova York, ela soube que seu voo original foi derrubado por uma bomba terrorista sobre Lockerbie, na Escócia, matando todas as 259 pessoas que estavam no avião e mais 11 pessoas no chão.
Em 4 de fevereiro de 2018, Cattrall fez um post em seu twitter pedindo ajuda do público para encontrar seu irmão, Christopher, que havia desaparecido em Alberta. Ele foi encontrado morto horas depois, tendo tirado a própria vida.

## Filmografia

### Filmes
| Ano  | Título                                        | Personagem              |
| 1975 | Rosebud                                       | Joyce Donnovan          |
| 1977 | Good Against Evil                             | Linday Isley            |
| 1980 | Tribute                                       | Sally Haines            |
| 1981 | Ticket to Heaven                              | Ruthie                  |
| 1982 | Porky's                                       | Lynn "Lassie" Honeywell |
| 1984 | Police Academy                                | Karen Thompson          |
| 1984 | Sins of the Past                              | Paula Bennett           |
| 1985 | Turk 182                                      | Danny Boudreau          |
| 1985 | City Limits                                   | Wickings                |
| 1986 | Big Trouble in Little China                   | Gracie Law              |
| 1987 | Mannequin                                     | Ema "Emmy" Hesire       |
| 1988 | Masquerade                                    | Brooke Morrison         |
| 1988 | Midnight Crossing                             | Alexa Schubb            |
| 1989 | Honeymoon Academy                             | Chris                   |
| 1989 | The Return of the Musketeers                  | Justine de Winter       |
| 1990 | A Fogueira das Vaidades                       | Judy                    |
| 1991 | Star Trek VI: The Undiscovered Country        | Valeris                 |
| 1991 | Miracle in the Wilderness                     | Dora Adams              |
| 1992 | Splind Second                                 | Michelle McLaine        |
| 1995 | Above Suspicion                               | Gail Cain               |
| 1995 | The Heidi Chronicles                          | Susan                   |
| 1995 | Live Nude Girls                               | Jamie                   |
| 1996 | Inesquecível                                  | Kelly                   |
| 1998 | Modern Vampires                               | Ulrike                  |
| 1999 | Baby Geniuses                                 | Robin                   |
| 2001 | 15 Minutos                                    | Cassandra               |
| 2002 | Crossroads                                    | Caroline Wagner         |
| 2005 | Ice Princess                                  | Tina Harwood            |
| 2006 | The Tiger's Tail                              | Jane O'Leary            |
| 2007 | Shortcut to Happiness                         | Constance Hurry         |
| 2007 | My Boy Jack                                   | Caroline Kipling        |
| 2008 | Sex and the City: The Movie                   | Samantha Jones          |
| 2010 | O Escritor Fantasma                           | Amelia Bly              |
| 2010 | Sex and the City 2                            | Samantha Jones          |
| 2010 | Meet Monica Velour                            | Monica Velour           |
| 2019 | Horrible Histories: The Movie - Rotten Romans | Agrippina               |
| 2023 | About My Father                               | Tigger                  |

### Televisão
| Ano       | Título                            | Personagem                | Notas                                         |
| --------- | --------------------------------- | ------------------------- | --------------------------------------------- |
| 1978      | The Hardy Boys                    | Marie Claire              | 2 episódios                                   |
| 1978      | Starsky & Hutch                   | Emily Harrison            | Episódio: "Blindfold"                         |
| 1979      | The Incredible Hulk               | Dr. Gabrielle White       | Episódio: "Kindred Spirits"                   |
| 1979      | Vegas                             | Princesa Zara             | Episódio: "The Visitor"                       |
| 1979      | Charlie's Angels                  | Sharon Kellerman          | Episódio: "Angels at the Altar"               |
| 1993      | Wild Palms                        | Paige Katz                | Minissérie; 5 episódios                       |
| 1997      | The Outer Limits                  | Rebecca Highfield         | Episódio: "Re-generation"                     |
| 1997      | Invasion                          | Dr. Sheila Moran          | Minissérie; 2 episódios                       |
| 1997      | Rugrats                           | Melinda Finster           | Dublagem / Episódio: "Mother's Day"           |
| 1997      | Duckman                           | Tami Margulies            | Dublagem / Episódio: "The Tami Show"          |
| 1998–2004 | Sex and the City                  | Samantha Jones            | Protagonista; 94 episódios                    |
| 2004      | The Simpsons                      | Chloe Talbot              | Dublagem / Episódio: "She Used to Be My Girl" |
| 2005      | Kim Cattrall: Sexual Intelligence | Ela mesma                 | Documentário para TV; Produtora Executiva     |
| 2009      | The Simpsons                      | Quarta filha dos Simpsons | Episódio: "O Brother, Where Bart Thou?"       |
| 2010      | Any Human Heart                   | Gloria Scabius            | Minissérie; 2 episódios                       |
| 2011      | Who Do You Think You Are?         | Ela Mesma                 | Episódio: "Kim Cattrall"                      |
| 2013–2016 | Sensitive Skin                    | Davina Jackson            | 12 episódios                                  |
| 2016      | The Witness for the Prosecution   | Emily French              | Minissérie; 2 episódios                       |
| 2017      | Modus                             | Presidente Helen Tyler    | 2ª temporada                                  |
| 2018–2019 | Tell Me a Story                   | Colleen Powell            | Regular                                       |
| 2020      | Filthy Rich                       | Margaret Monreaux         | Protagonista                                  |
| 2022      | Queer as Folk                     | Brenda Beaumont           | Regular                                       |
| 2022–2023 | How I Met Your Father             | Sophie do Futuro          | Protagonista; Narração                        |
| 2023      | Glamorous                         | Madolyn Addison           | Protagonista; 1a. temporada                   |
| 2023      | And Just Like That...             | Samantha Jones            | Episódio: "The Last Supper Part Two: Entree"  |

## Prêmios e Indicações
- Em 2003, ganhou o Globo de Ouro de melhor atriz coadjuvante em série de televisão por Sex and the City.[35]